# Guy Clark
Guy Clark (Monahans, Texas, 6 de noviembre de 1941-Nashville, Tennessee, 17 de mayo de 2016) fue luthier y cantautor de música country estadounidense. 

## Biografía
Sus primeras influencias fueron la música y canciones hispanas que escuchó en su niñez en Texas. Estaba casado con la compositora y artista Susanna Clark. 
Guy Clark alcanzó el éxito como compositor con las canciones «L.A. Freeway» y «Desperados Waiting For A Train», que grabó Jerry Jeff Walker. Músicos como Johnny Cash, Vince Gill, Ricky Skaggs, Steve Wariner, Rodney Crowell y Nacho Vegas han grabado canciones suyas. Emmylou Harris ha acompañado a Clark en algunas grabaciones, por ejemplo en la versión que Clark hizo de la canción «Desperados Waiting For A Train» en su disco Old No. 1 (1975), en la que también aparece Steve Earle.
Guy fue mentor de cantantes como Steve Earle o Rodney Crowell. Fue él quien introdujo a Earle como compositor en Nashville (Tennessee). En los años 70, Guy y Susanna abrieron las puertas de su casa a jóvenes compositores y músicos de la escena de Nashville, la cual pusieron de relieve como se aprecia en el documental Heartworn Highways (1981).

## Discografía

### Álbumes
- Old No. 1 (RCA, 1975).
- Texas Cookin' (RCA, 1976).
- Guy Clark (Warner, 1978).
- On The Road Live (Warner, 1979). Disco promocional.
- The South Coast of Texas (Warner, 1981).
- Better Days (Warner, 1983).
- Old Friends (Sugar Hill, 1988).
- Boats to Build (Asylum, 1992).
- Dublin Blues (Asylum, 1995).
- Cold Dog Soup (Sugar Hill, 1999).
- The Dark (Sugar Hill, 2002).
- Workbench Songs (Dualtone, 2006).

### Discos en directo y recopilatorios
- Guy Clark. Greatest Hits (RCA, 1983). Recopilatorio de grandes éxitos.
- Keepers (Sugar Hill, (1997) Disco en directo.

### Splits
- Together at the Bluebird Cafe (American Originals, 2001). Disco en directo junto a Townes Van Zandt y Steve Earle).

## Filmografía
- Heartworn Highways (Snapper, 1981). Documental sobre la escena country de Nashville en el que aparecen Townes Van Zandt, David Allan Coe o Steve Earle. El documental lo editó en DVD Catfish en 2003.